# شیوا راجکومار
شیوا راجکومار (به انگلیسی: Shiva Rajkumar)(زاده ۱۲ ژوئیه ۱۹۶۱) بازیگر هندی است.
از فیلم‌هایی که وی در آن نقش داشته است می‌توان به رهبر بزرگ، کشتن ویراپان، ام، جوگایا، خلافکار و کاپیتان میلر اشاره کرد.